# Ligue européenne de hockey 1996-1997
Navigation
CE 1996-1997 EHL 1997-1998
La Ligue européenne de hockey 1996-1997 est la première édition de la Ligue européenne de hockey, compétition internationale de hockey sur glace organisée par la fédération internationale entre septembre 1996 et le 26 janvier 1997. Le club finlandais du TPS remporte le titre en battant en finale le HK Dinamo Moscou.

## Premier tour
Trois points sont attribués pour une victoire en temps règlementaire, deux pour une victoire après prolongation et un pour une défaite en prolongation. Cinq poules sont créées et les  premiers de chaque poule sont automatiquement qualifiés. Les trois meilleurs deuxièmes sont également qualifiés pour la phase finale.

### Groupe A
Résultats
| Équipe #1        | Score | Équipe #2        |
| ---------------- | ----- | ---------------- |
| Manchester Storm | 0:6   | TPS              |
| Berlin Capitals  | 1:5   | Luleå HF         |
| TPS              | 4:2   | Berlin Capitals  |
| Luleå HF         | 10:6  | Manchester Storm |
| Manchester Storm | 2:4   | Berlin Capitals  |
| TPS              | 3:3   | Luleå HF         |
| Berlin Capitals  | 6:1   | Manchester Storm |
| Luleå HF         | 0:3   | TPS              |
| Manchester Storm | 0:11  | Luleå HF         |
| Berlin Capitals  | 0:2   | TPS              |
| Luleå HF         | 1:3   | Berlin Capitals  |
| TPS              | 2:1   | Manchester Storm |

Classement
| # | Équipe           | Pts |
| - | ---------------- | --- |
| 1 | TPS              | 11  |
| 2 | Luleå HF         | 7   |
| 3 | Berlin Capitals  | 6   |
| 4 | Manchester Storm | 0   |

### Groupe B
Résultats
| Équipe #1           | Score | Équipe #2           |
| ------------------- | ----- | ------------------- |
| Dinamo Moscou       | 5:0   | Färjestads BK       |
| Vålerenga Ishockey  | 2:1   | HC České Budějovice |
| HC České Budějovice | 1:1   | Dinamo Moscou       |
| Färjestads BK       | 7:2   | Vålerenga Ishockey  |
| Vålerenga Ishockey  | 1:8   | Dinamo Moscou       |
| HC České Budějovice | 3:3   | Färjestads BK       |
| Dinamo Moscou       | 3:2   | Vålerenga Ishockey  |
| Färjestads BK       | 3:5   | HC České Budějovice |
| Vålerenga Ishockey  | 1:4   | Färjestads BK       |
| Dinamo Moscou       | 2:6   | HC České Budějovice |
| HC České Budějovice | 2:1   | Vålerenga Ishockey  |
| Färjestads BK       | 1:2   | Dinamo Moscou       |

Classement
| # | Équipe              | Pts |
| - | ------------------- | --- |
| 1 | HK Dinamo Moscou    | 9   |
| 2 | HC České Budějovice | 8   |
| 3 | Färjestads BK       | 5   |
| 4 | Vålerenga Ishockey  | 2   |

### Groupe C
Résultats
| Équipe #1            | Score | Équipe #2            |
| -------------------- | ----- | -------------------- |
| HC Sparta Prague     | 9:1   | CE Wien              |
| HC Slovan Bratislava | 7:3   | CSKA Moscou          |
| CSKA Moscou          | 4:1   | HC Sparta Prague     |
| CE Wien              | 0:9   | HC Slovan Bratislava |
| CSKA Moscou          | 5:2   | CE Wien              |
| HC Slovan Bratislava | 1:5   | HC Sparta Prague     |
| HC Sparta Prague     | 5:3   | HC Slovan Bratislava |
| CE Wien              | 1:5   | CSKA Moscou          |
| HC Sparta Prague     | 4:2   | CSKA Moscou          |
| HC Slovan Bratislava | 6:5   | CE Wien              |
| CSKA Moscou          | 1:2   | HC Slovan Bratislava |
| CE Wien              | 3:4   | HC Sparta Prague     |

Classement
| # | Équipe               | Pts |
| - | -------------------- | --- |
| 1 | HC Sparta Prague     | 10  |
| 2 | HC Slovan Bratislava | 8   |
| 3 | HK CSKA Moscou       | 6   |
| 4 | CE Wien              | 0   |

### Group D
Résultats
| Équipe #1    | Score | Équipe #2    |
| ------------ | ----- | ------------ |
| HC Milano 24 | 1:6   | Kölner Haie  |
| Jokerit      | 3:1   | CP Berne     |
| Kölner Haie  | 0:1   | Jokerit      |
| CP Berne     | 8:4   | HC Milano 24 |
| HC Milano 24 | 0:11  | Jokerit      |
| Kölner Haie  | 2:2   | CP Bern      |
| Jokerit      | 7:4   | HC Milano 24 |
| CP Berne     | 3:3   | Kölner Haie  |
| Jokerit      | 3:2   | Kölner Haie  |
| HC Milano 24 | 3:4   | CP Berne     |
| Kölner Haie  | 3:0   | HC Milano 24 |
| CP Bern      | 2:3   | Jokerit      |

Classement
| # | Équipe       | Pts |
| - | ------------ | --- |
| 1 | Jokerit      | 12  |
| 2 | Kölner Haie  | 6   |
| 3 | CP Berne     | 6   |
| 4 | HC Milano 24 | 0   |

### Groupe E
Résultats
| Équipe #1          | Score | Équipe #2          |
| ------------------ | ----- | ------------------ |
| Västra Frölunda HC | 1:2   | Lukko              |
| Rouen HC           | 3:3   | HC Litvínov        |
| Lukko              | 4:2   | Rouen HC           |
| HC Litvínov        | 1:1   | Västra Frölunda HC |
| Lukko              | 3:5   | HC Litvínov        |
| Västra Frölunda HC | 8:0   | Rouen HC           |
| HC Litvínov        | 9:4   | Lukko              |
| Rouen HC           | 2:3   | Västra Frölunda HC |
| Rouen HC           | 7:7   | Lukko              |
| Västra Frölunda HC | 6:2   | HC Litvínov        |
| Lukko              | 3:4   | Västra Frölunda HC |
| HC Litvínov        | 4:2   | Rouen HC           |

Classement
| # | Équipe             | Pts |
| - | ------------------ | --- |
| 1 | Västra Frölunda HC | 9   |
| 2 | HC Litvínov        | 8   |
| 3 | Lukko              | 5   |
| 4 | Rouen HC           | 2   |

## Finale

### Quarts-de-finale
| Équipe #1            | Score | Équipe #2            |
| -------------------- | ----- | -------------------- |
| HC České Budějovice  | 2:2   | HC Sparta Prague     |
| HC Litvínov          | 0:2   | TPS                  |
| Västra Frölunda HC   | 1:1   | Jokerit              |
| HC Slovan Bratislava | 1:5   | Dynamo Moscou        |
| HC Sparta Prague     | 9:3   | HC České Budějovice  |
| TPS                  | 4:2   | HC Litvínov          |
| Jokerit              | 1:2   | Västra Frölunda HC   |
| Dynamo Moscou        | 3:1   | HC Slovan Bratislava |

### Phase finale
Tous les matchs de la phase finale sont joués à Turku en Finlande.
|  | Demi-finales       | Demi-finales  |                        |   | Finale | Finale |
|  | Demi-finales       | Demi-finales  |                        |   | Finale | Finale |
|  |                    |               |                        |   |        |        |
|  |                    |               |                        |   |        |        |
|  |                    |               |                        |   |        |        |
|  | TPS                | 5             |                        |   |        |        |
|  | TPS                | 5             |                        |   |        |        |
|  | HC Sparta Prague   | 3             |                        |   |        |        |
|  | HC Sparta Prague   | 3             | TPS                    | 5 |        |        |
|  |                    |               | TPS                    | 5 |        |        |
|  |                    | Dinamo Moscou | 2                      |   |        |        |
|  | Dinamo Moscou      | Dinamo Moscou | 2                      | 3 |        |        |
|  | Dinamo Moscou      |               |                        | 3 |        |        |
|  | Västra Frölunda HC | 2             |                        |   |        |        |
|  | Västra Frölunda HC | 2             | Match pour la 3e place |   |        |        |
|  |                    |               |                        |   |        |        |
|  |                    |               |                        |   |        |        |
|  |                    |               |                        |   |        |        |
|  | HC Sparta Prague   | 3             |                        |   |        |        |
|  | HC Sparta Prague   | 3             |                        |   |        |        |
|  | Västra Frölunda HC | 4             |                        |   |        |        |
|  | Västra Frölunda HC | 4             |                        |   |        |        |

## Joueurs récompensés
- Meilleur gardien : Ievgueni Nabokov (Dinamo Moscou)
- Meilleur défenseur : Ronnie Sundin (Västra Frölunda HC)
- Meilleur attaquant : Marcus Turesson (TPS).
- Équipe-type des médias 
  - Jani Hurme (TPS)
  - Ronnie Sundin (Västra Frölunda HC) - Hannu Virta (TPS)
  - Richard Žemlička (HC Sparta Prague) - Antti Aalto (TPS) - Aleksandr Kharitonov (Dinamo Moscou)

## Effectif vainqueur
| Vainqueur de la Ligue européenne de hockey TPS Turku | Gardiens de buts : Jani Hurme, Kimmo Lecklin, Fredrik Norrena Défenseurs : Teemu Elomo, Mika Koivunen, Mika Lehtinen, Riku-Petteri Lehtonen, Sami Salo, Andreï Skopintsev, Kārlis Skrastiņš, Mikko Sokka, Kimmo Timonen, Hannu Virta Attaquants : Antti Aalto, Mikko Eloranta, Hannes Hyvönen, Juho Jokinen, Tomi Kallio, Jani Kiviharju, Sami Mettovaara, Tommi Miettinen, Kimmo Rintanen, Miikka Rousu, Simo Rouvali, Niklas Sundblad, Toivo Suursoo, Harri Suvanto, Marcus Thuresson Entraîneur-chef : Vladimir Iourzinov |